# Walter Lichel
Walter Lichel (1 de mayo de 1885 - 10  de diciembre de 1969) fue un general alemán durante la II Guerra Mundial, condecorado con la Cruz de Caballero de la Cruz de Hierro de la Alemania Nazi. Lichel se rindió a las tropas Aliadas en 1945 y fue retenido hasta 1947.

## Condecoraciones
- Cruz de Caballero de la Cruz de Hierro el 18 de septiembre de 1941 como Generalleutnant y comandante de la 123. Infanterie-Division[1]